# Malo Polje (Chorwacja)
Malo Polje – wieś w Chorwacji, w żupanii licko-seńskiej, w gminie Perušić. W 2011 roku liczyła 74 mieszkańców.